# Hester Albach
Pour les articles homonymes, voir Albach.
Hester Albach, née le 4 novembre 1953 à Amsterdam, est une écrivaine néerlandaise.

## Biographie
Après des études inachevées en génie électrique et à l'Académie Rietveld, elle travaille comme traductrice anglais-néerlandais et rédactrice publicitaire. En 1975, elle fait ses débuts en littérature avec le roman Het debuut. Ce livre, écrit par Albach, alors âgée de 21 ans, fait sensation à sa parution, car il décrit, avec franchise, clarté et honnêteté, la relation entre une jeune fille de treize ans et un homme marié plus âgé, à partir de sa propre expérience – un sujet qui était (et est toujours) un lourd tabou social. Tous les grands journaux et hebdomadaires lui consacrent des critiques et des interviews approfondies, si bien que Het debuut (nl) devient l'un des livres les plus commentés de 1975 et est adapté au cinéma sous le même titre par Nouchka van Brakel deux ans plus tard,.
Lors de la première du film, Albach publie le récit Een gezonde relatie. Elle disparait ensuite pendant vingt ans, jusqu'à la publication du roman Evenbeelden en 1997, et peu de temps après, en 1999, du recueil de nouvelles Eendruppel goud, qui n'obtiennent pas autant de succès que Het debuut.
En 2009, Hester Albach publie un livre sur Nadja, le personnage principal du roman éponyme d'André Breton. Elle a découvert qui était Nadja grâce à des recherches minutieuses en France. Le roman porte le titre de Léona Delcourt qui sera traduit en français et publié chez Actes Sud sous le titre Léona, héroïne du surréalisme,.

### Famille
L'essayiste et critique de théâtre Ben Albach est son père; Son grand-père est le romancier Johannes Tielrooy.

## Œuvres
- 1975 : Het debuut, roman, Uitgeverij Peter Loeb, Amsterdam,  (ISBN 90-6213-007-0)
- 1977 : Een gezonde relatie, roman, Uitgeverij Loeb & Van der Velden, Amsterdam,  (ISBN 90-6213-024-0)
- 1997 : Evenbeelden, roman, Uitgeverij De Prom, Baarn,  (ISBN 90-6801-537-0)
- 1999 : Een druppel goud, nouvelles, Uitgeverij De Prom, Baarn,  (ISBN 90-6801-560-5)
- 2009 : Léona, héroïne du surréalisme, Arles, Actes Sud,  (ISBN 9782742780273)